# Củ khởi
Củ khởi hay còn gọi là củ khỉ, cẩu kỷ, kỷ tử là tên gọi chung của ít nhất 2 trong số khoảng 90 loài thực vật của chi Lycium là Lycium chinense (cẩu kỷ) và Lycium barbarum (cẩu kỷ Ninh Hạ). Chúng là hai loài thực vật có quan hệ gần trong họ Cà (Solanaceae). Bản địa cây củ khởi có lẽ là vùng đông nam châu Âu trải rộng sang tây nam châu Á nhưng các loài cây này ngày nay chủ yếu trồng ở Trung Quốc với 7 loài được ghi nhận trong Quần thực vật Trung Hoa.

## Sử dụng
Cây củ khởi được dùng làm vị thuốc trong Đông y gán với tích vua Thần Nông. Trái củ khởi khi dùng làm thuốc thường gọi với tên Hán Việt: "cẩu kỷ tử" (枸杞子).
Tại Việt Nam, củ khởi thường trồng lấy đọt non và lá dùng làm rau nấu canh. Cây củ khởi được trồng nhiều nhất ở vùng núi miền Bắc và có thể coi là một đặc sản ở Sa Pa, Lào Cai. Theo y học cổ truyền thì rau này dùng nấu canh ăn rất tốt cho bà mẹ sau khi sinh con, lành tính và bổ.

## Hình ảnh

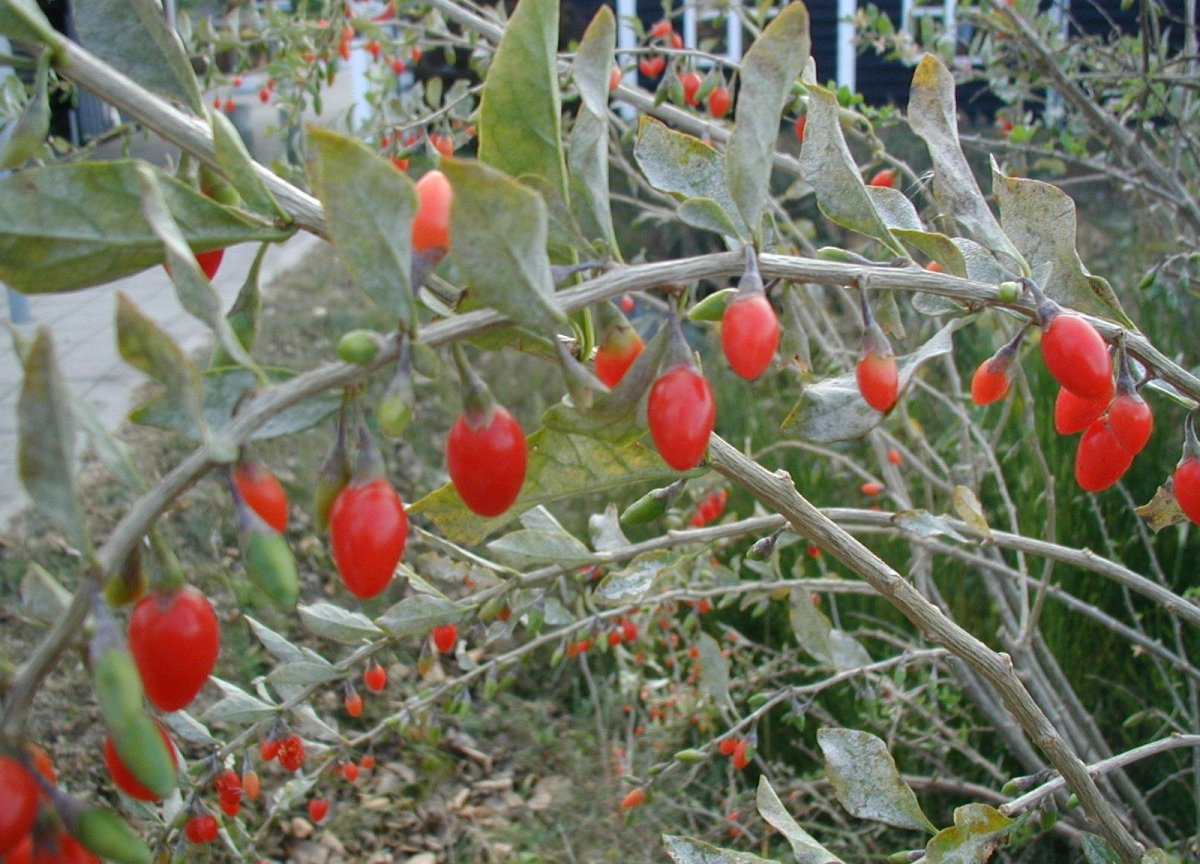
Quả của Lycium barbarum
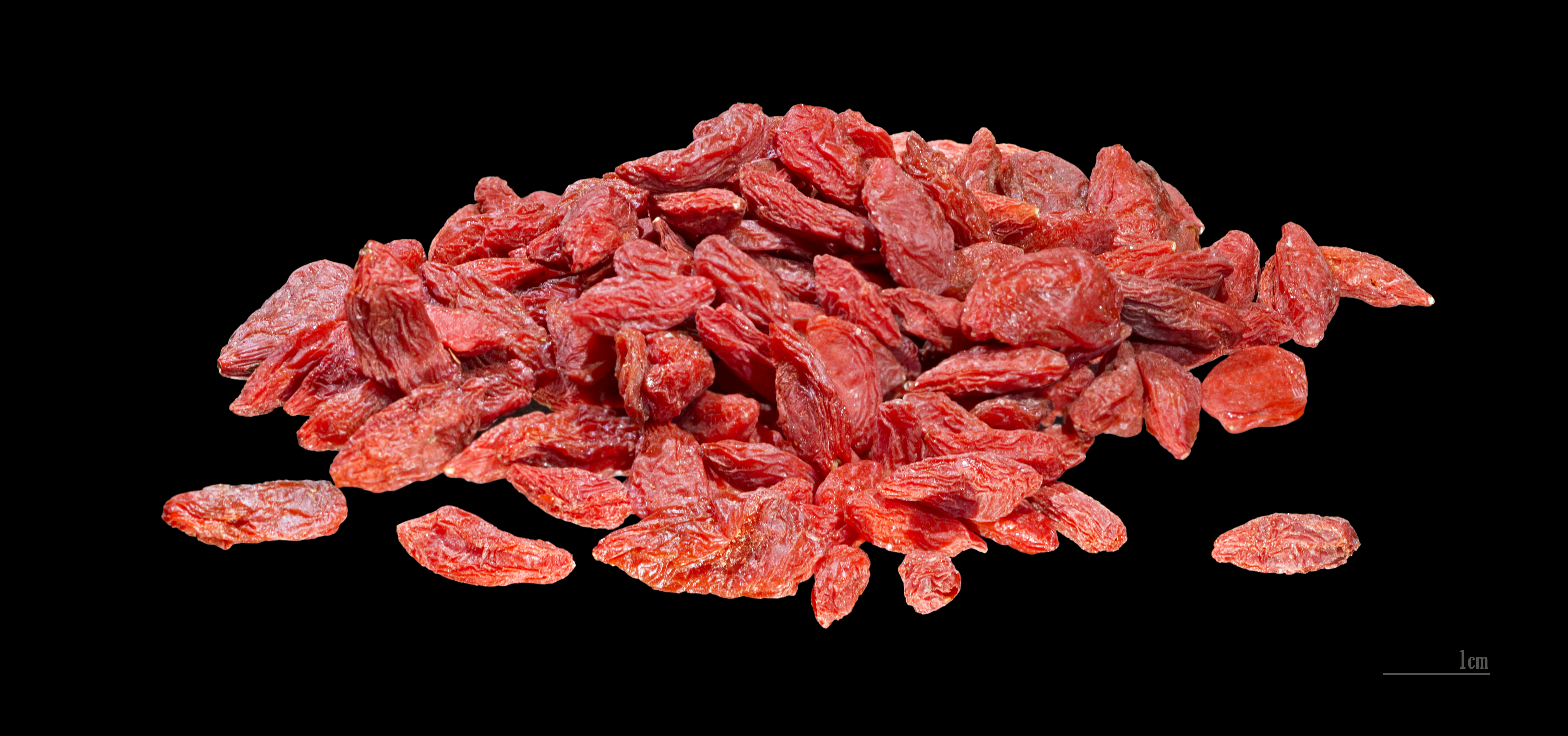
Cẩu kỷ (Lycium chinense)
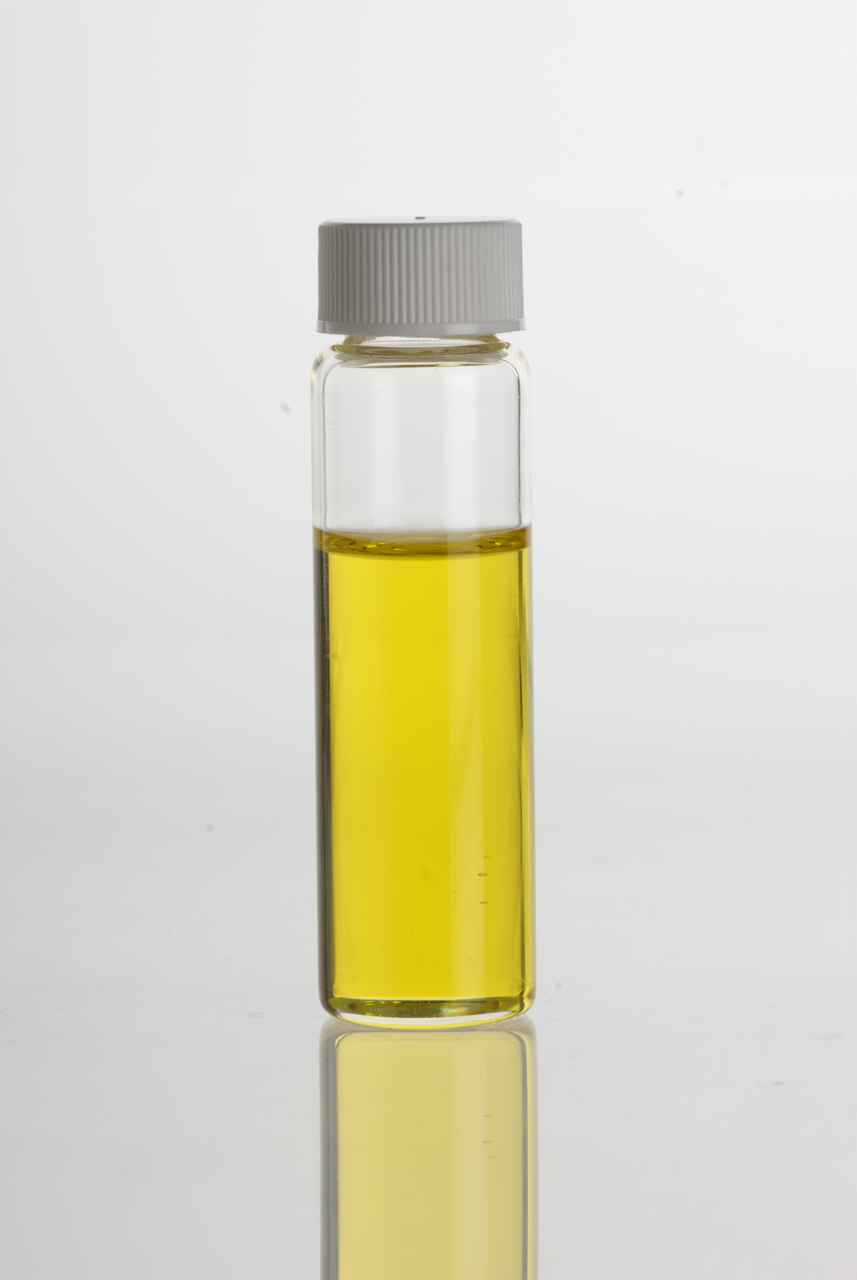
Tinh dầu cẩu kỷ Ninh Hạ
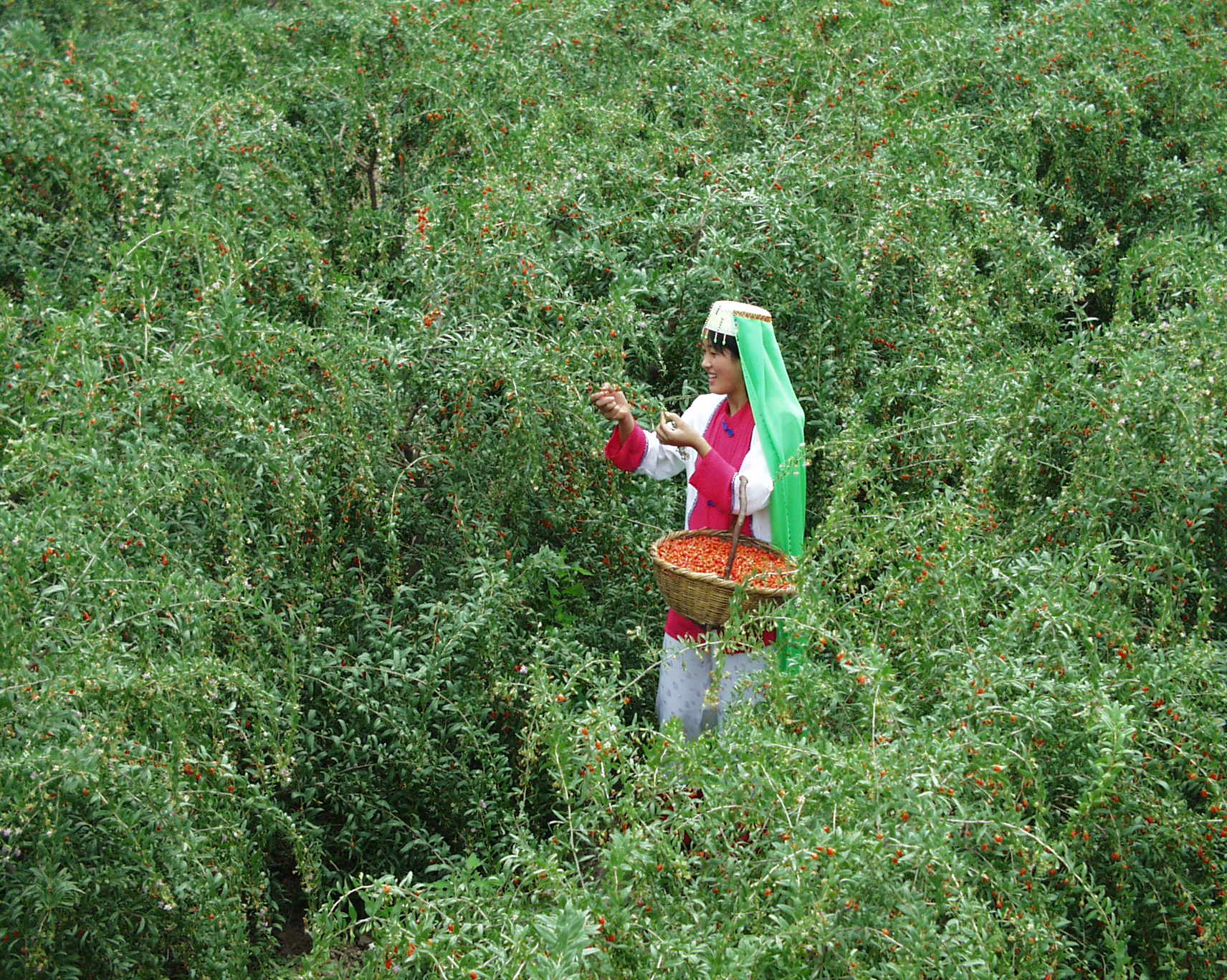
Thu hoạch tại Ninh Hạ